# Piper flavimarginatum
Piper flavimarginatum är en pepparväxtart som beskrevs av C. Dc.. Piper flavimarginatum ingår i släktet Piper och familjen pepparväxter. Inga underarter finns listade i Catalogue of Life.